# Bor (Nedrahovice)
Bor (německy Heid) je malá vesnice, část obce Nedrahovice v okrese Příbram ve Středočeském kraji. Nachází se asi tři kilometry severně od Nedrahovic. Je zde evidováno 19 adres. V roce 2011 zde trvale žilo 36 obyvatel.
Bor leží v katastrálním území Bor u Sedlčan o rozloze 3,24 km². V katastrálním území Bor u Sedlčan leží i Rudolec a Úklid.

## Historie
První písemná zmínka o vesnici pochází z roku 1497.

## Obyvatelstvo
| Rok            | 1869 | 1880 | 1890 | 1900 | 1910 | 1921 | 1930 | 1950 | 1961 | 1970 | 1980 | 1991 | 2001 | 2011 | 2021 |
| -------------- | ---- | ---- | ---- | ---- | ---- | ---- | ---- | ---- | ---- | ---- | ---- | ---- | ---- | ---- | ---- |
| Počet obyvatel | 114  | 108  | 104  | 96   | 101  | 77   | 75   | 68   | 67   | 54   | 35   | 37   | 37   | 36   | 53   |
| Počet domů     | 14   | 14   | 14   | 14   | 14   | 14   | 14   | 13   | 13   | 13   | 10   | 13   | 15   | 16   | 16   |

## Galerie

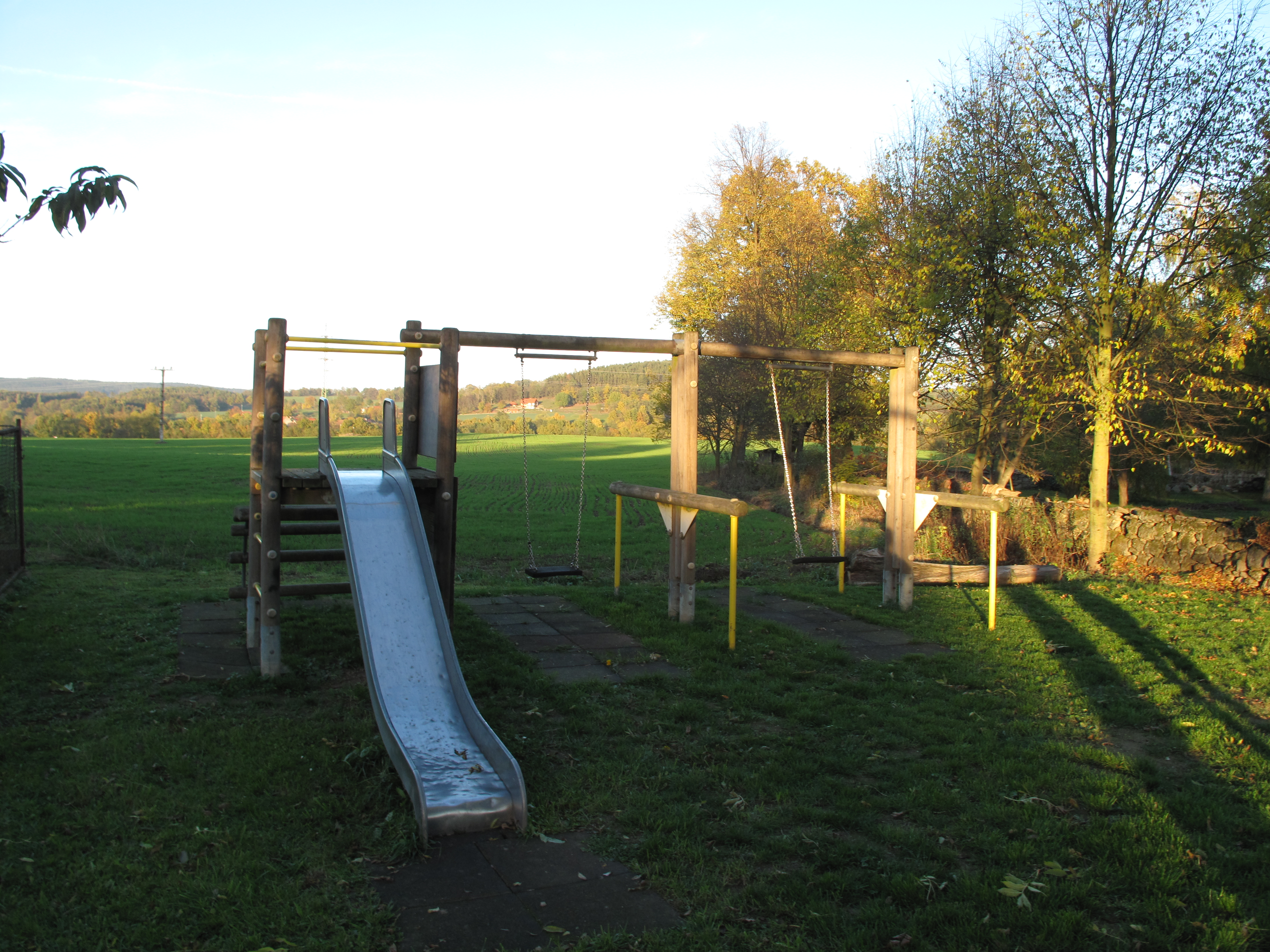
Skluzavka a houpačky
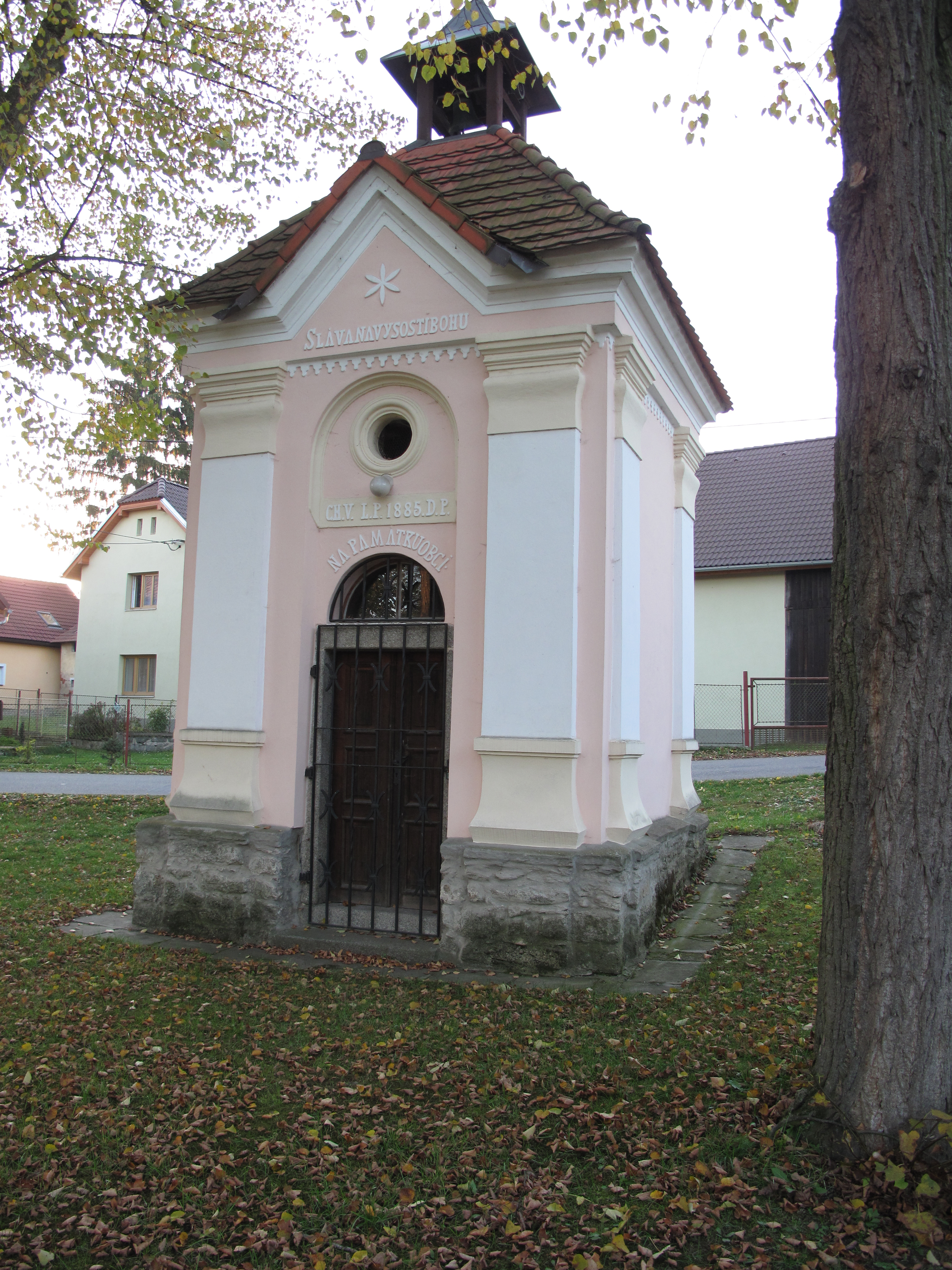
Kaplička
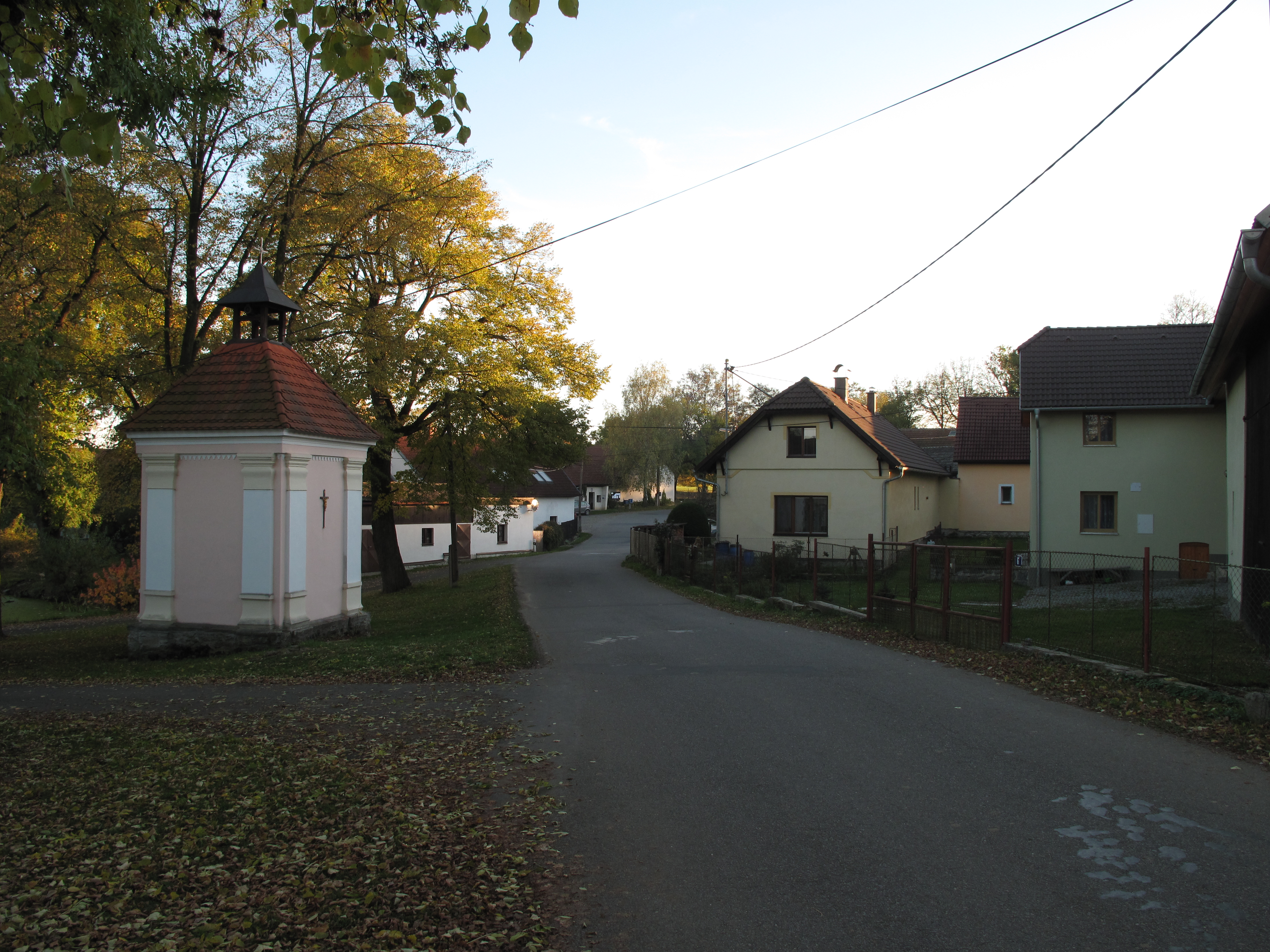
Náves
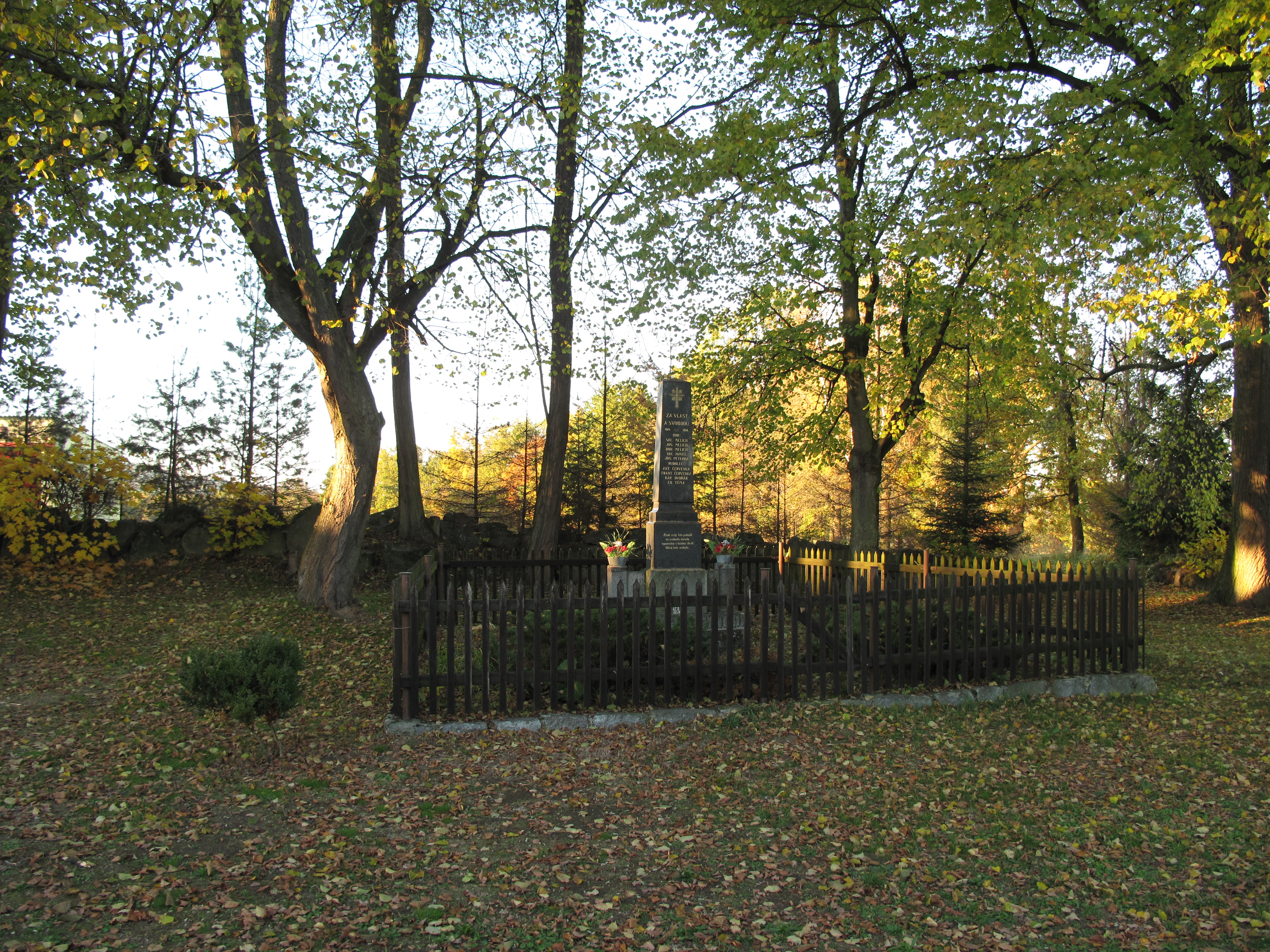
Pomník